# دوشنبه
دوشنبه سومین روز هفته در گاه‌شماری خورشیدی و اولین روز هفته در تقویم میلادی است.
ایزد ماه نگهبان این روز در فرهنگ ایران است. نام این روز در میان سغدیان و مانوی‌ها از به هم پیوستن دو واژه Max و jmnw ساخته شده‌است. بخش نخست نام سغدی ماه است و بخش دوم همان واژه روز در زبان فارسی است؛ بنابراین نام دوشنبه در ایران باستان Max jmnw و برگردان این نام به فارسی، ماه روز است.
دوشنبه همچنین نام پایتخت کشور تاجیکستان می‌باشد.
خورشید و ماه از تندیس‌های آیین میترایی بوده‌است که نشان از قدرت و پویایی جهان آفرینش داشته‌است.